# 모리구치시역
모리구치시역(일본어: 守口市駅)은 일본 오사카부 모리구치시에 위치한 게이한 전기 철도 게이한 본선의 철도역이다. 역 번호는 KH11이다.

## 역사
- 1910년 4월 15일: 게이한 전기철도 모리구치 역으로 영업 개시.
- 1918년 3월 1일: 모리구치 차고 준공.
- 1931년 10월 14일: 가모 역(현 교바시 역)까지 전용 궤도화.
- 1934년 9월 21일: 무로토 태풍으로, 인근의 모리구치 차고의 목조 차량소가 반괴됨.
- 1943년 10월 1일: 회사 합병.
- 1949년 12월 1일: 회사 분할.
- 1971년 6월 20일: 모리구치 시 역으로 개명.
- 1972년 2월 2일: 인근의 모리구치 차고 폐지.
- 1972년 11월 28일: 도이 ~ 네야가와시 신호장간 고가 복선화 역사 준공.
- 1976년 8월 22일: 현역사 사용 개시.
- 1979년 4월 15일: 교토 행 승강장 고가화.
- 1980년
  - 3월 23일: 조석을 제외하고 급행·준급이 정차 개시.
  - 6월: 오사카 행 승강장 고가화.
- 1982년 3월 29일: 고가화 공사 준공.
- 1990년 7월 1일: 각 승강장 냉방화 완공.
- 1994년 11월: 역 사무소의 코인 FAX에 대한 팩시밀리 서비스 개시.
- 1998년
  - 12월 2일: "QUONE" 영업 개시.
  - 12월 18일: 개찰구 내 ATM 설치.
  - 12월 21일: 동쪽 출입구 앞 편의점 4호점 "안쓰리 모리구치" 영업 개시.
- 2004년 12월: 다목적 화장실 설치.
- 2006년 12월: 승강장 이상 통보 장치 설치.
- 2008년
  - 6월 26일: 개찰구 내 "SWEETS BOX" 영업 개시.
  - 10월 19일: 쾌속 급행 정차역이 됨. (단, 통근쾌급은 통과)
- 2016년 3월 15일: 사고 정보 등을 실시간으로 알리는 "여객 안내 장치" 설치.

## 역 구조
2015년 8월 현재 역 구내의 내진 보강 공사 중, 2016년 3월 말 종료되었다.
본 역은 3층 구조의 고가역이며 개찰구와 대합실은 2층, 승강장은 3층에 위치한다. 소속의 게이한 본선은 동서로 뻗어 있다. 개찰구는 동서로 1곳씩 위치하고 동쪽 개찰구에는 게이한 백화점이 자리하고 있어 엘리베이터가 설치되어 있다.
본 역은 게이한 본선의 복복선 구간에 위치하고 있으며, 섬식 승강장 2면 4선의 구조로 쾌속급행, 준급행 등의 속달 열차와 완행 열차와 접속이 가능하다. 새벽의 일부를 제외하고, 중앙 방향의 2,3번 선(A선)에 준급, 급행, 쾌속 급행이 발착하고 바깥쪽 1,4번 선(B선)에 각역정차, 구간급행 열차가 발착한다. 승강장은 모두 8량 편성의 열차가 정차 가능하다.

### 승강장
| 번호 | 노선          | 방향 | 행선                                          |
| ---- | ------------- | ---- | --------------------------------------------- |
| 1・2 | ■ 게이한 본선 | 상행 | 히라카타시・주쇼지마・산조・데마치야나기 방면 |
| 3・4 | ■ 게이한 본선 | 하행 | 교바시・요도야바시・나카노시마 선 방면        |

## 이용 현황
| 연도별 1일 평균 하차 승차 인원 | 연도별 1일 평균 하차 승차 인원 | 연도별 1일 평균 하차 승차 인원 | 연도별 1일 평균 하차 승차 인원 |
| 연도                           | 특정일                         | 특정일                         | 특정일                         |
| 연도                           | 조사일                         | 하차 인원                      | 승차 인원                      |
| ------------------------------ | ------------------------------ | ------------------------------ | ------------------------------ |
| 1990년                         | 11/6                           | 58,433                         | 29,663                         |
| 1991년                         | -                              | -                              | -                              |
| 1992년                         | 11/10                          | 60,052                         | 30,490                         |
| 1993년                         | -                              | -                              | -                              |
| 1994년                         | -                              | -                              | -                              |
| 1995년                         | 11/21                          | 56,902                         | 28,492                         |
| 1996년                         | -                              | -                              | -                              |
| 1997년                         | -                              | -                              | -                              |
| 1998년                         | 11/10                          | 52,524                         | 26,906                         |
| 1999년                         | -                              | -                              | -                              |
| 2000년                         | 11/7                           | 49,330                         | 25,379                         |
| 2001년                         | -                              | -                              | -                              |
| 2002년                         | 12/10                          | 51,103                         | 26,348                         |
| 2003년                         | 10/28                          | 49,553                         | 25,127                         |
| 2004년                         | 11/9                           | 49,564                         | 25,431                         |
| 2005년                         | 11/8                           | 48,349                         | 24,765                         |
| 2006년                         | 11/7                           | 46,733                         | 23,910                         |
| 2007년                         | 11/13                          | 47,556                         | 24,465                         |
| 2008년                         | 11/11                          | 44,910                         | 22,864                         |
| 2009년                         | 11/10                          | 42,724                         | 21,722                         |
| 2010년                         | 11/9                           | 42,332                         | 21,819                         |
| 2011년                         | 11/1                           | 43,152                         | 22,106                         |
| 2012년                         | 10/31                          | 39,684                         | 20,397                         |
| 2013년                         | 11/12                          | 37,765                         | 19,350                         |
| 2014년                         | 11/11                          | 36,778                         | 18,797                         |
| 2015년                         | 11/10                          | 36,577                         | 18,728                         |

## 역 주변
- 게이한 백화점 모리구치 점
- 게이한 모리구치 빌딩
- 모리구치 문화 센터 - FM HANAKO의 스튜디오가 지하층에 소재.
- 간사이 전력 모리구치 변전소
- 게이한 전기철도 모리구치 변전소
- 모리구치 시청
- 오사카 시영 지하철 다니마치 선 모리구치 역

## 사진

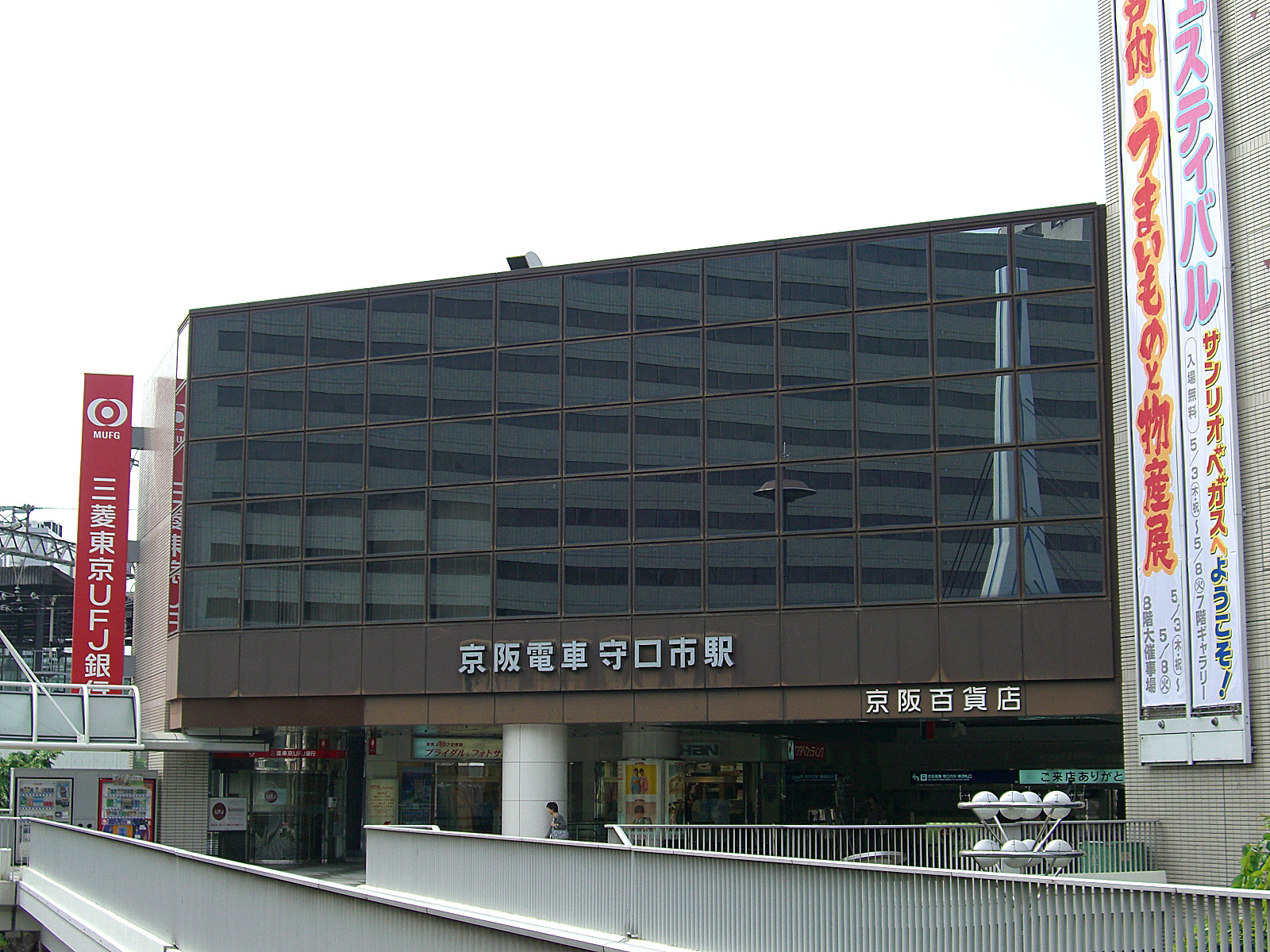
동쪽 출입구
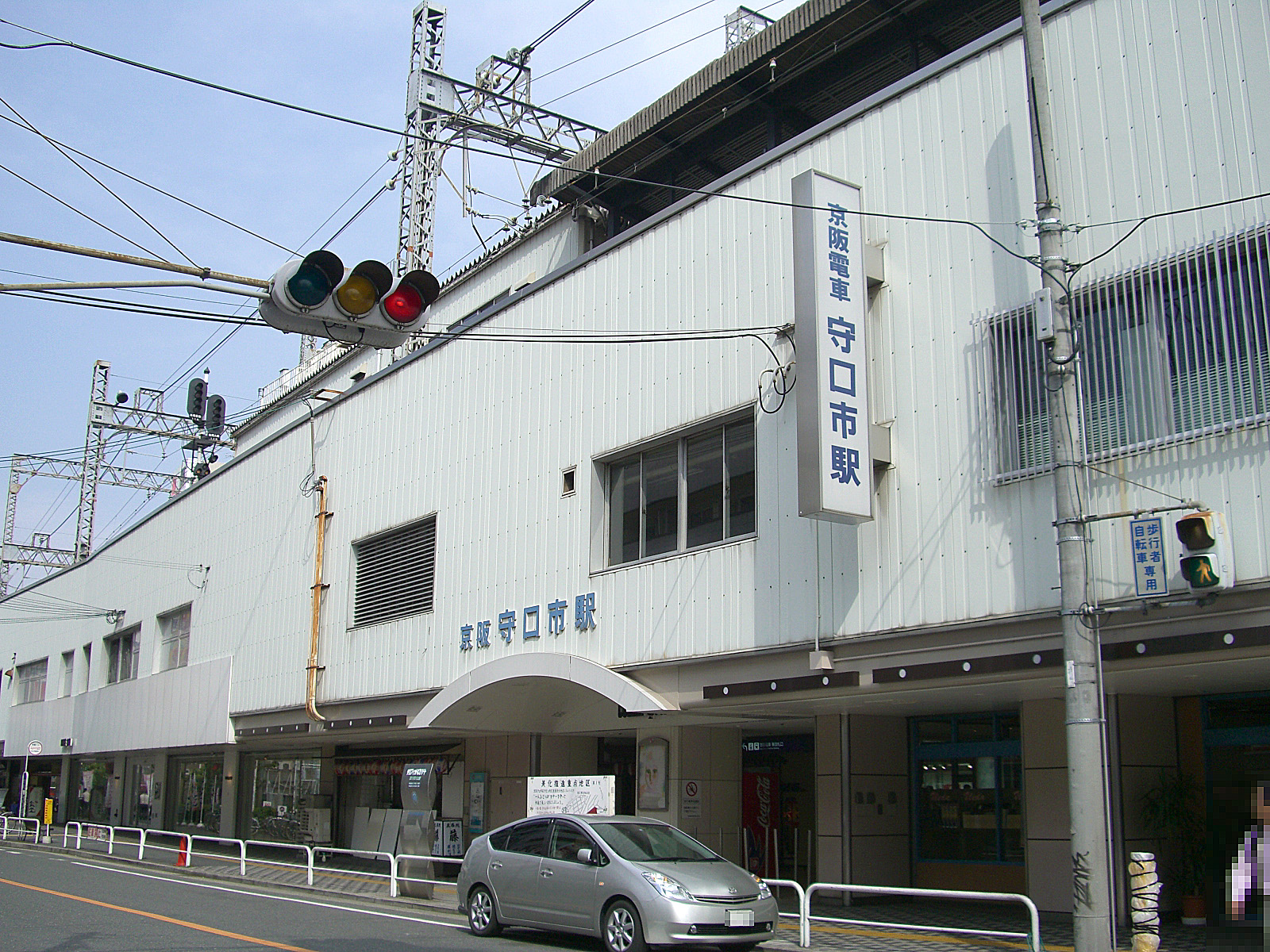
서쪽 출입구

## 인접역
| 게이한 전기철도 ■ 게이한 본선 | 게이한 전기철도 ■ 게이한 본선 | 게이한 전기철도 ■ 게이한 본선     |
| ----------------------------- | ----------------------------- | --------------------------------- |
| KH04 교바시 요도야바시 방면   | ■ 쾌속급행 ■ 급행             | 네야가와시 KH17 데마치야나기 방면 |
| KH04 교바시 요도야바시 방면   | ■ 준급                        | 가야시마 KH16 데마치야나기 방면   |
| KH04 교바시 요도야바시 방면   | ■ 구간급행                    | 니시산소 KH12 데마치야나기 방면   |
| KH10 도이 요도야바시 방면     | ■ 보통                        | 니시산소 KH12 데마치야나기 방면   |